# Корзинка (ботаника)

Корзинка (лат. Calathidium, Anthodium) — ботанический термин, обозначающий тип соцветия, в котором мелкие сидячие цветки расположены на сжатой и пластинчато-расширенной оси побега — на широком мясистом общем ложе —, иногда также на углублении посередине, в основании всегда наблюдается обёртка.  
Корзинка является видоизмененным зонтиком, в котором цветоножки сокращаются и делаются незаметными или почти незаметными, а главная ось утолщается и становится блюдцеобразной или более или менее шарообразной, поэтому корзинку часто называют головкой. Следует помнить, что корзинка —  это бокоцветная головка, то есть соцветие иного типа, чем верхоцветная головка ворсянковых или некоторых валериановых. 
Корзинка окружена многолистной обёрткой, которая представлена вегетативными листьями верховой формации.  
Корзинка характерна для некоторых зонтичных, таких, как подлесник (Sanicula) и синеголовник (Eryngium), для семейств калицеровых и сложноцветных. У всех этих растений корзинка возникла не из кисти, как головчатое соцветие клевера, a именно из зонтика. Таким образом, открытые корзинки калиперовых и сложноцветных произошли совершенно иным путём, чем закрытые головчатые соцветия ворсянковых, а также валериановых и мареновых.  
Нет резкой грани между верхоцветными и бокоцветными соцветиями и известны многочисленные промежуточные формы. Встречаются, в частности, смешанные типы соцветия, несущие черты обоих типов. Наиболее характерно в этом отношении метелковидное соцветие, известное под названием тирса (лат. thyrsus, от греч. thyrsos культовый жезл, увитый плющом и виноградом, который использовался в вакхических торжествах в честь бога Диониса). Главная ось тирса характерна для соцветий бокоцветного типа, а боковые оси верхоцветные, или наоборот. К этому сборному типу можно отнести, например, соцветия ясенца (Dictamnus), конского Пучок, каштана (Aesculus), различных бурачниковых (например, Echium) 
Корзинка является частным случаем антодия (с др.-греч. — «ложный цветок»), так как всё соцветие подобно одиночному цветку, лепестками которого на самом деле являются язычковые цветки, гинецеем — трубчатые цветки, чашечкой или прицветниками — обёртка. Когда корзина сосредоточена в форме кувшина, также говорят о цветочном кувшине.

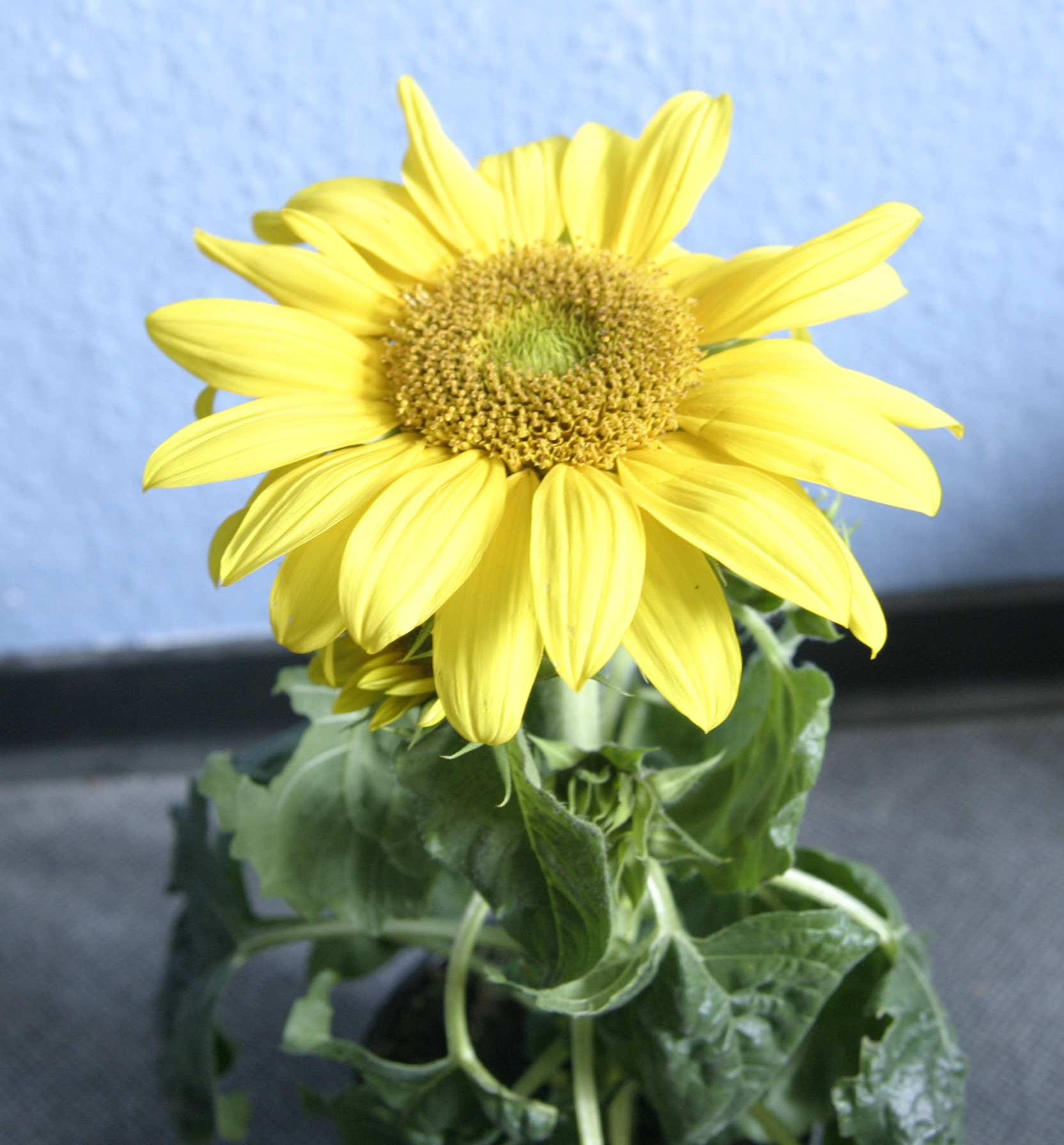
Подсолнечник с характерной корзинкой в форме блюдца
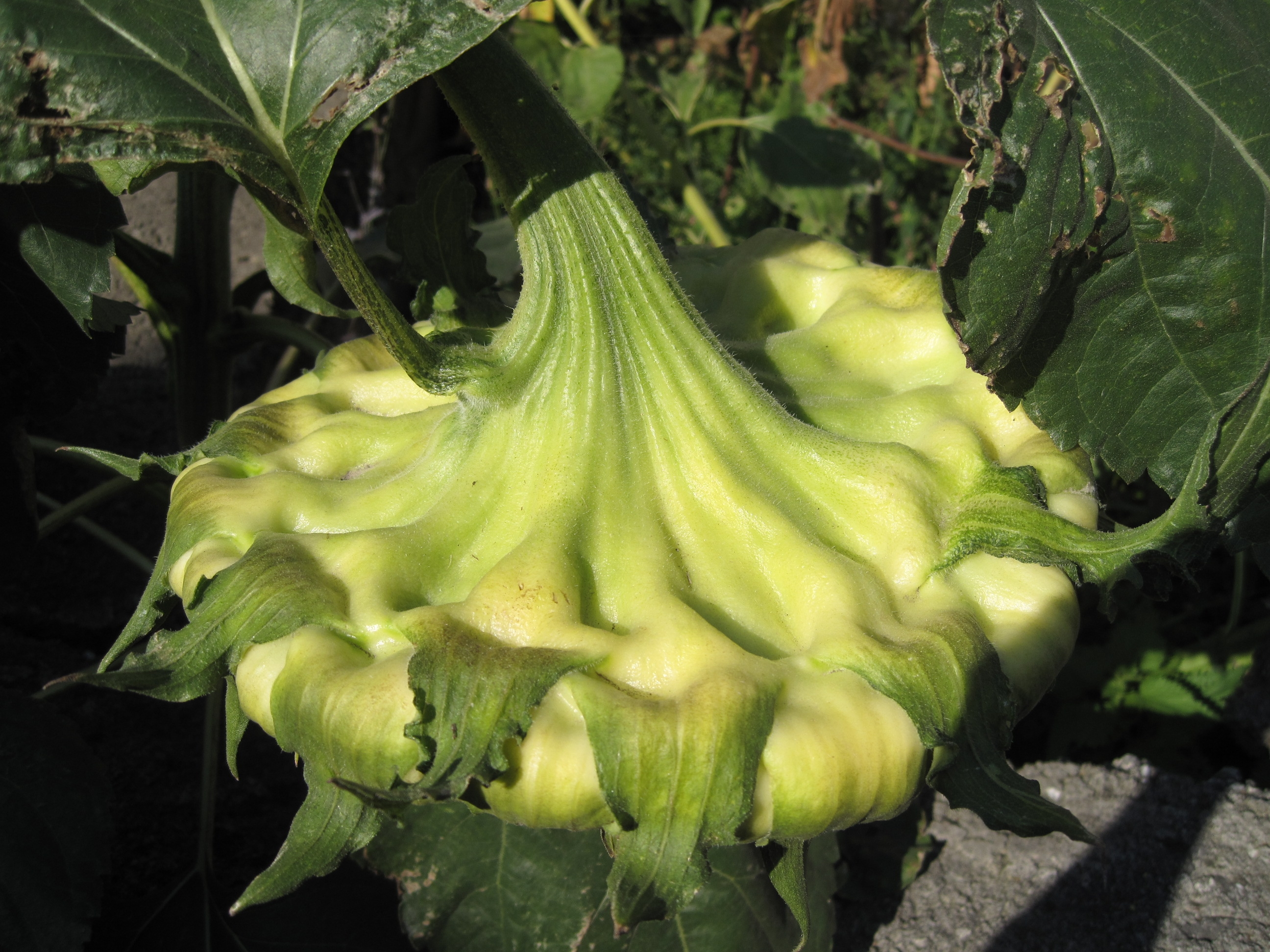
Нижняя сторона корзинки подсолнуха
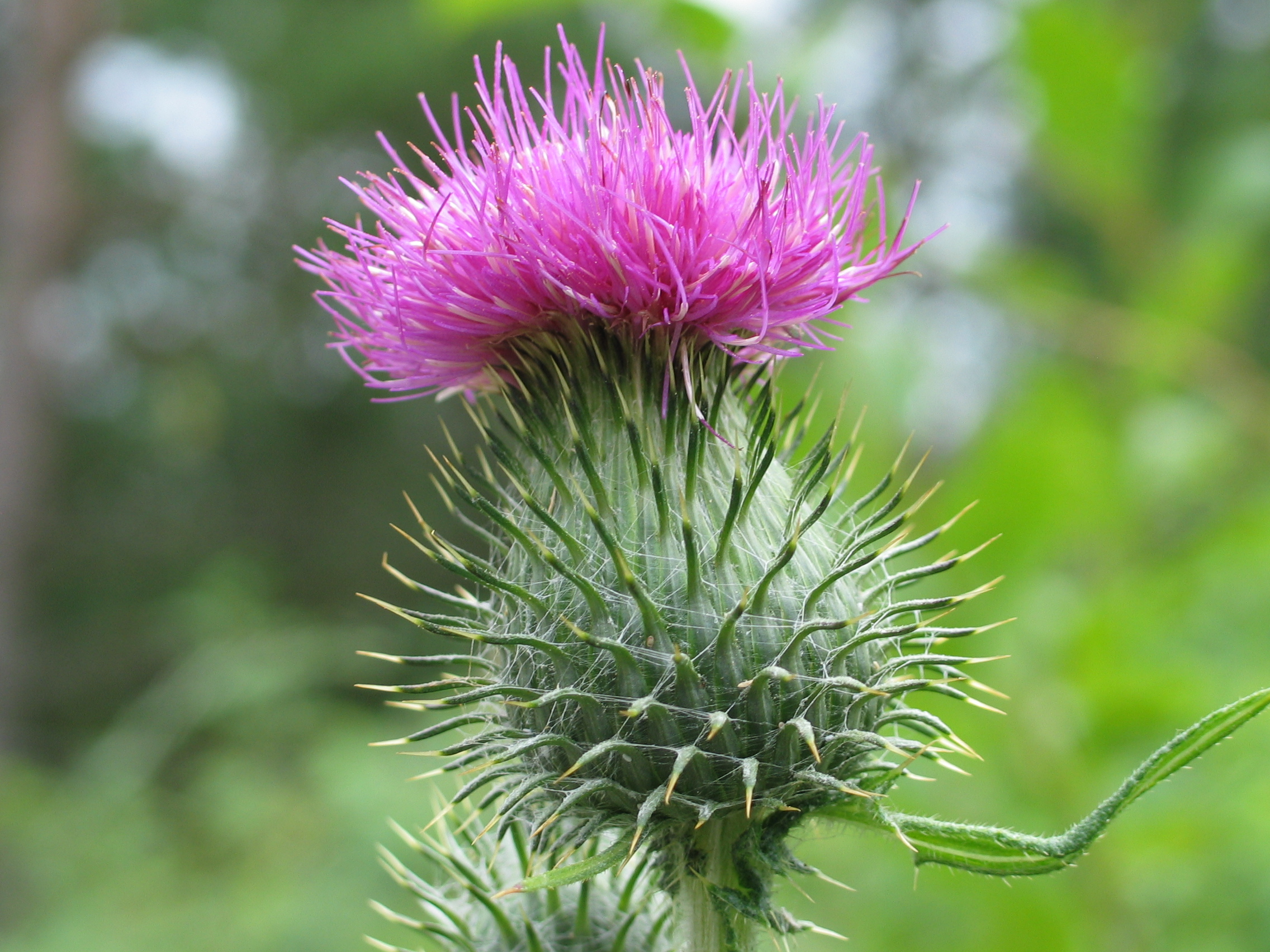
Чертополох обыкновенный с кувшинообразной углубленной корзинкой
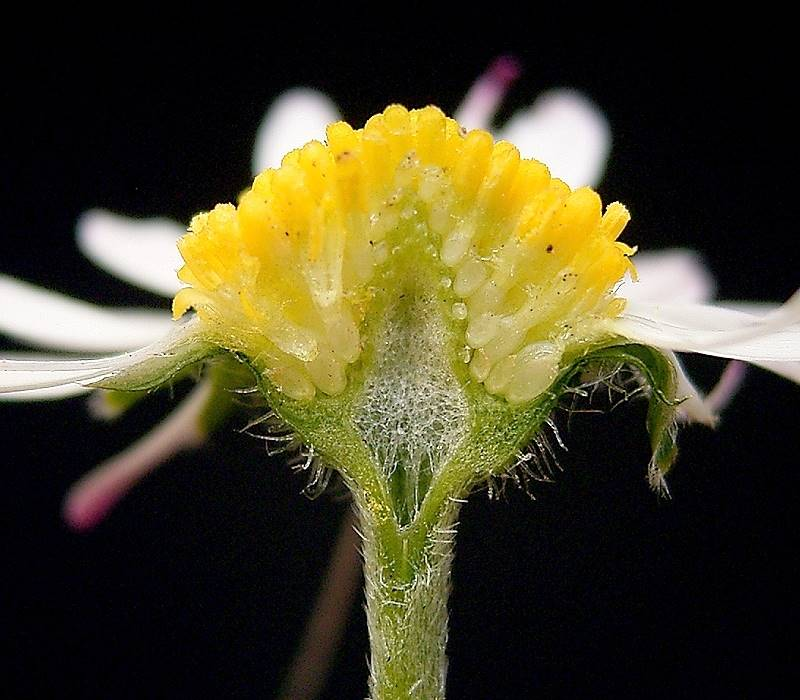
Маргаритка, язычковые соцветия снаружи, трубчатые цветки внутри
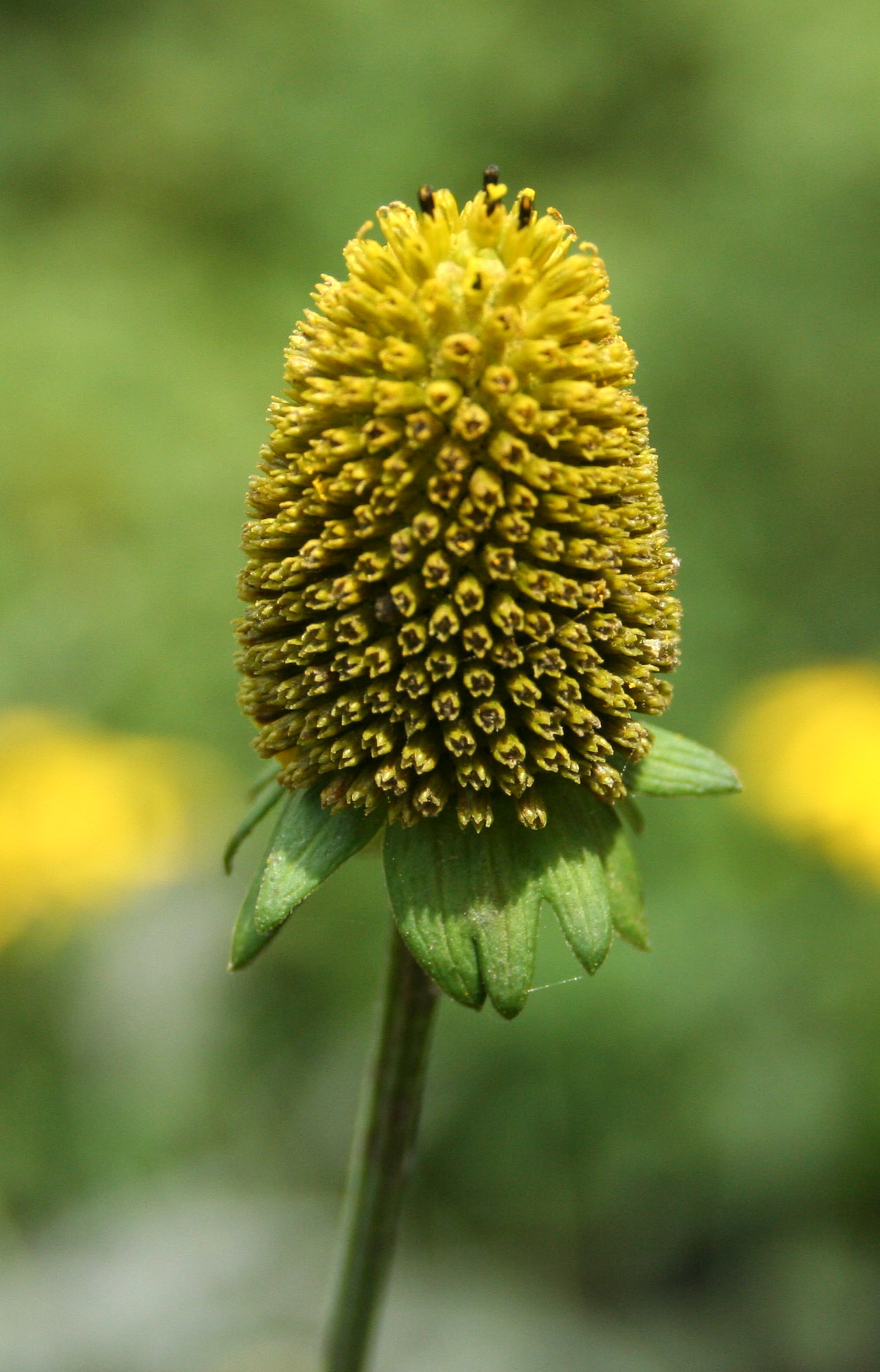
Rudbeckia laciniata с удалёнными лепестками и почти шаровидной или конической корзинкой

## Двойная корзина

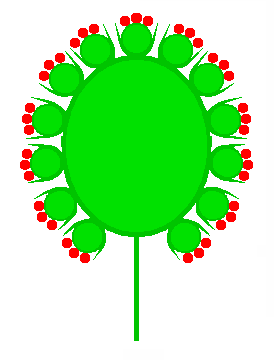

Если заменить цветки корзинки другими более мелкими корзинками в виде частичных соцветий, то получится особый диботриум, махровая или сложная корзинка. Лучшим примером здесь является Мордовник. Цветки расположены шаровидно, количество цветков уменьшено до одного, они имеют обертку прицветников.

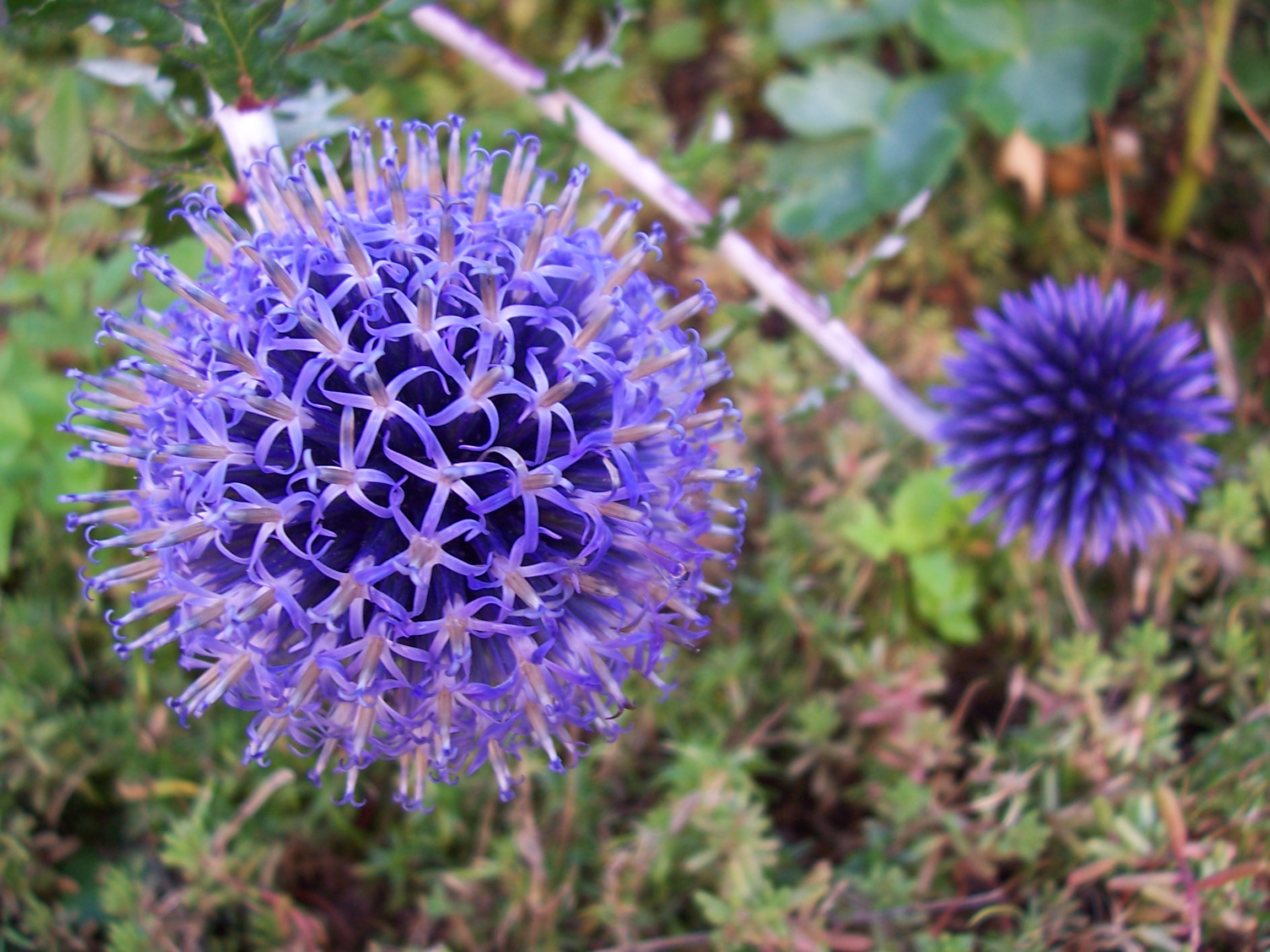
Полностью распустившийся Мордовник обыкновенный
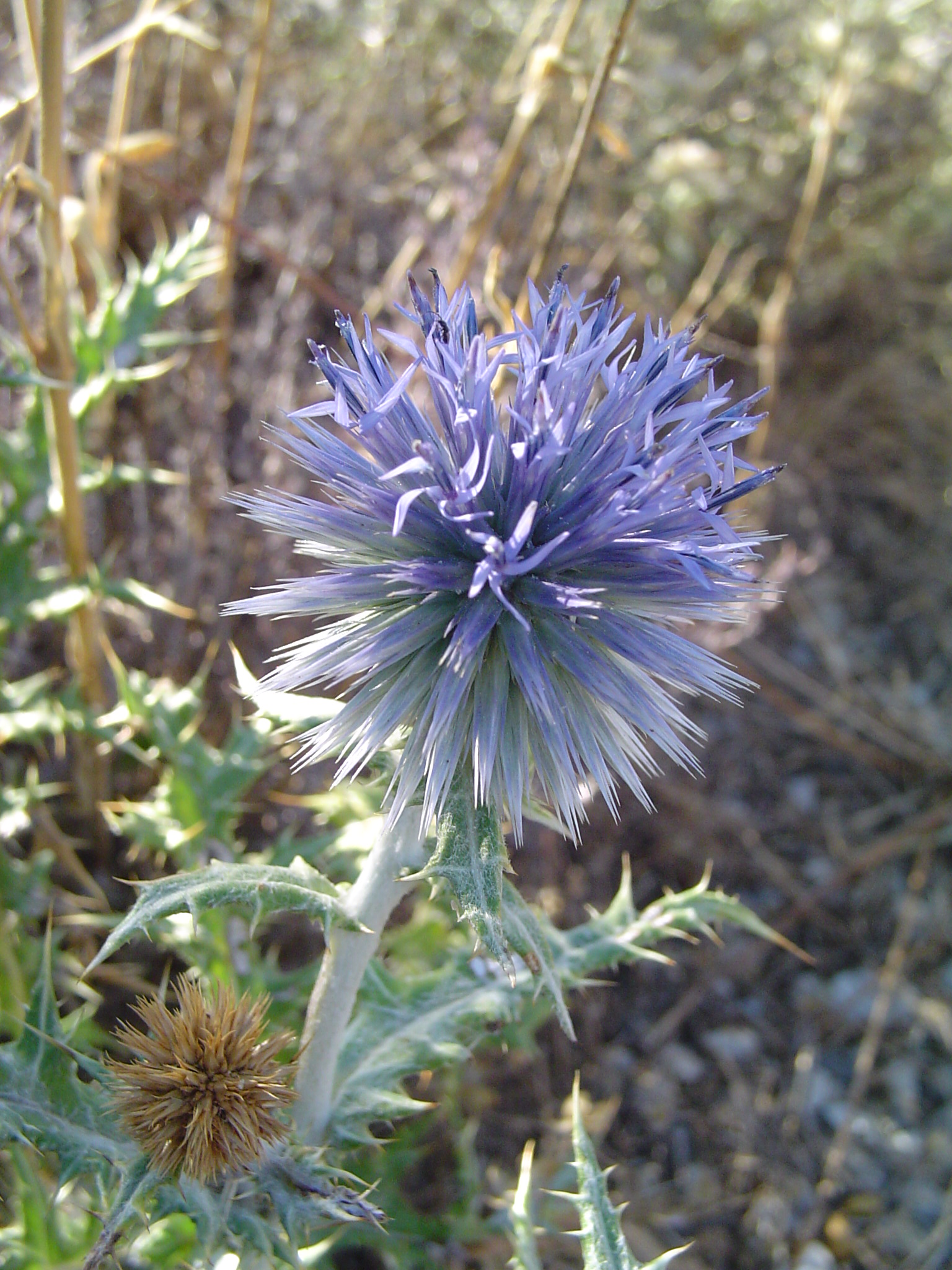
На одиночных головках, которые еще не цвели...
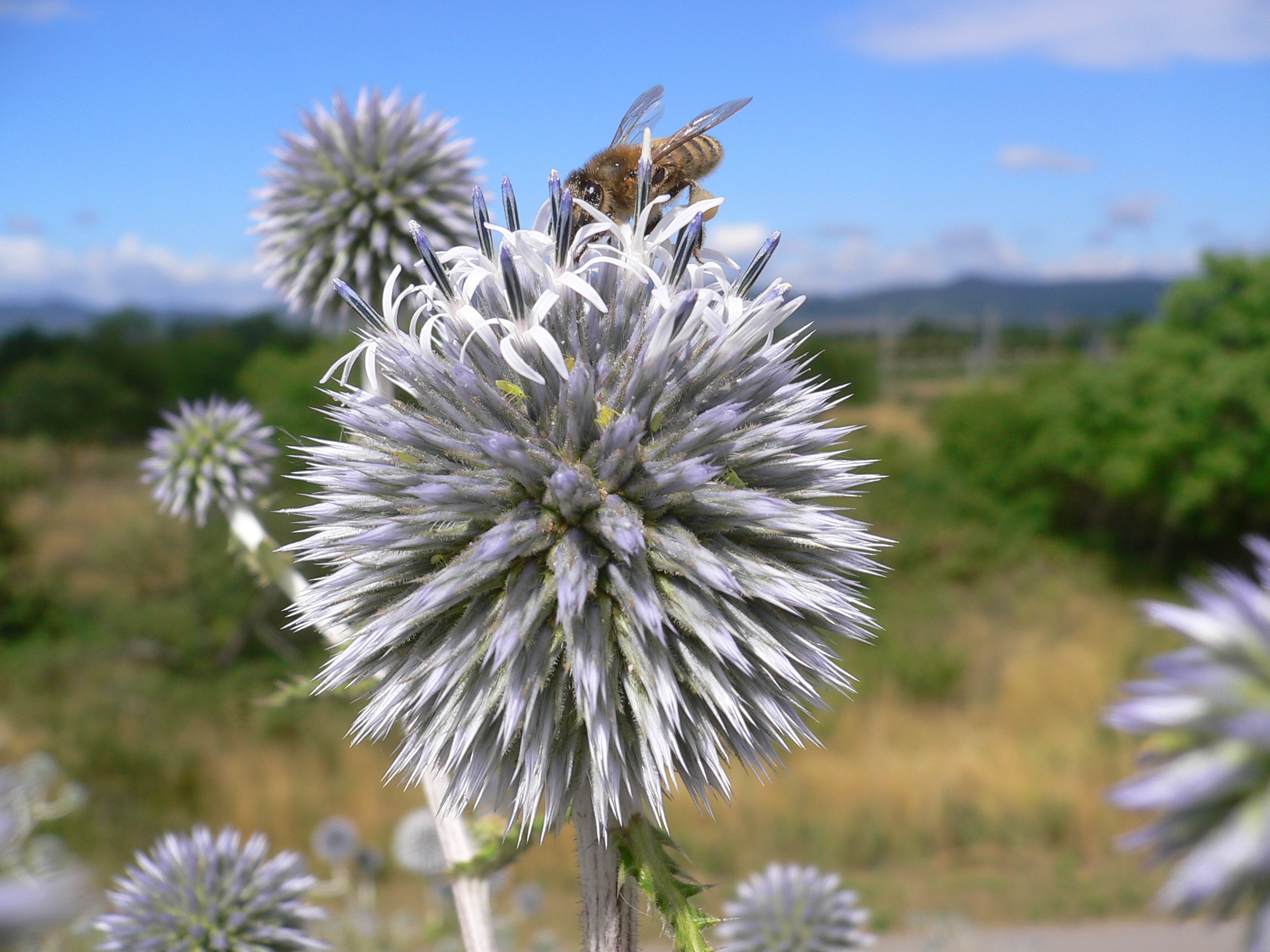
...прицветники можно легко распознать.